# تا دم مرگ (فیلم ۱۹۸۷)
«تا دم مرگ» (انگلیسی: Until Death (1987 film)) فیلمی در ژانر ترسناک به کارگردانی لامبرتو باوا است که در سال ۱۹۸۷ منتشر شد.